# Ceresium compressipenne
Ceresium compressipenne là một loài bọ cánh cứng trong họ Cerambycidae.